# Benik Amirijan
Benik Amirijan, pers. بنينك اميريان (ur. w 1929) – irański narciarz alpejski.
Amirijan startował na Zimowych Igrzyskach Olimpijskich 1956, które rozgrywane były w Cortinie d’Ampezzo. Zajął 44. miejsce w zjeździe, nie został sklasyfikowany w slalomie gigancie i slalomie.